# سعد الخويطر

سعد الخويطر، (1947 - 26 مارس 1998)، فنان سعودي ولد ودرس في عنيزة، وهو أحد فناني الستاند كوميدي (بالإنجليزية: Stand-up comedy)‏، اشتهر بألقاءه النكات والطرائف على شخصيات من المجتمع والبيئة التي يعيش فيها، وهو أحد أوائل الممثلين المسرحيين في محافظة عنيزة، ودائماً مايشارك في الحفلات والمسرحيات، وكون مسرح خاص به. 
توفي في يوم 28 ذو القعدة 1418هـ.